# Emanuel Mercado
Emanuel Mercado (Marcos Juárez, 21 aprile 1997) è un calciatore argentino, attaccante del Santamarina.

## Caratteristiche tecniche
È un centravanti.

## Carriera
Cresciuto nei settori giovanili di Newell's Old Boys ed Independiente, nel 2020 viene acquistato a titolo definitivo dal Danubio; fa il suo esordio fra i professionisti il 23 ottobre giocando il match di Primera División Profesional perso 4-0 contro il River Plate (M).

## Statistiche
Statistiche aggiornate all'8 febbraio 2021.

### Presenze e reti nei club
| Stagione        | Squadra         | Campionato      | Campionato | Campionato | Coppe nazionali | Coppe nazionali | Coppe nazionali | Coppe continentali | Coppe continentali | Coppe continentali | Altre coppe | Altre coppe | Altre coppe | Totale | Totale | Totale |
| Stagione        | Squadra         | Comp            | Pres       | Reti       | Comp            | Pres            | Reti            | Comp               | Pres               | Reti               | Comp        | Pres        | Reti        | Pres   | Reti   |        |
| --------------- | --------------- | --------------- | ---------- | ---------- | --------------- | --------------- | --------------- | ------------------ | ------------------ | ------------------ | ----------- | ----------- | ----------- | ------ | ------ | ------ |
| 2020            | Danubio         | PD              | 6          | 0          |                 | -               | -               |                    | -                  | -                  |             | -           | -           | 6      | 0      |        |
| Totale carriera | Totale carriera | Totale carriera | 6          | 0          |                 | -               | -               |                    | -                  | -                  |             | -           | -           | 6      | 0      |        |